# آلیتسیا یاخیه‌ویچ
آلیتسیا یاخیه‌ویچ (لهستانی: Alicja Jachiewicz؛ زادهٔ ۲۶ اکتبر ۱۹۴۸) بازیگر اهل لهستان است.
از فیلم‌هایی که وی در آن‌ها نقش داشته‌است، می‌توان به آغاز بهار، جمهوری امید، چقدر دور، چقدر نزدیک، ژنرال نیل و شامانکا اشاره نمود.